# دیک لاگر
دیک لاگر (انگلیسی: Dick Loggere; ۶ مهٔ ۱۹۲۱ – ۳۰ دسامبر ۲۰۱۴) بازیکن هاکی روی چمن اهل پادشاهی هلند بود.